# Darin
Darin Zanyar (Estocolmo, 2 de Junho de 1987) é um cantor sueco que surgiu no cenário musical através do programa Idol, em 2004.

## Performances no ídolos
- Audições em Stockholm: "God Must Have Spent A Little More Time On You You" *NSYNC
- Semi-Finais: "Beautiful" por Christina Aguilera
- Top 11: "It's Gonna Be Me" por *NSYNC
- Top 10: "Un-Break My Heart" por Toni Braxton
- Top 9: "Stand By Me" por Ben E. King
- Top 8: "När Vi Två Blir En" por Gyllene Tider
- Top 7: "Show Me the Meaning of Being Lonely" por Backstreet Boys
- Top 6: "When I Fall in Love" por Nat King Cole
- Top 5: "I Don't Want to Miss a Thing" por Aerosmith
- Top 4: "Didn't We Almost Have It All" por Whitney Houston
- Top 4: "Bad" por Michael Jackson
- Top 3: "Paradise City" por Guns N' Roses
- Top 3: "Show Me Heaven" por Maria McKee
- Grande Final: "Coming True Written" por Jörgen Elofsson
- Grande Final: "(You Drive Me) Crazy" por Britney Spears
- Grande Final: "Bad" por Michael Jackson

## Discografia

### Álbuns
| Ano  | Detalhes do Album | Singles                                                 |
| ---- | ----------------- | ------------------------------------------------------- |
| 2005 | The Anthem        | - Money For Nothing - Why Does it Rain                  |
| 2005 | Darin             | - Step Up - Who's That Girl - Want Ya!                  |
| 2006 | Break the News    | - Perfect - Everything but the Girl - Desire - Insanity |
| 2008 | Flashback         | - Breathing your love (Feat. Kat Deluna) - What If      |
| 2010 | Lovekiller        | - Viva la Vida - You're out of my life - Lovekiller     |
| 2013 | Tolkningarna      | - En apa som liknar dig - Astrologen - Stockholm        |
| 2013 | Exit              | - Nobody Knows - Playing with fire - F Your Love        |
| 2015 | Fjärilar i magen  | - Ta mig tillbaka - Juliet - Lagom                      |

2016 - Single
Ja må du leva idag